# Jacobsbergs park
Jacobsbergs park im Kirchspiel Follingbo auf der schwedischen Insel Gotland ist ein Landschaftspark, der zu Beginn des 19. Jahrhunderts angelegt wurde. 

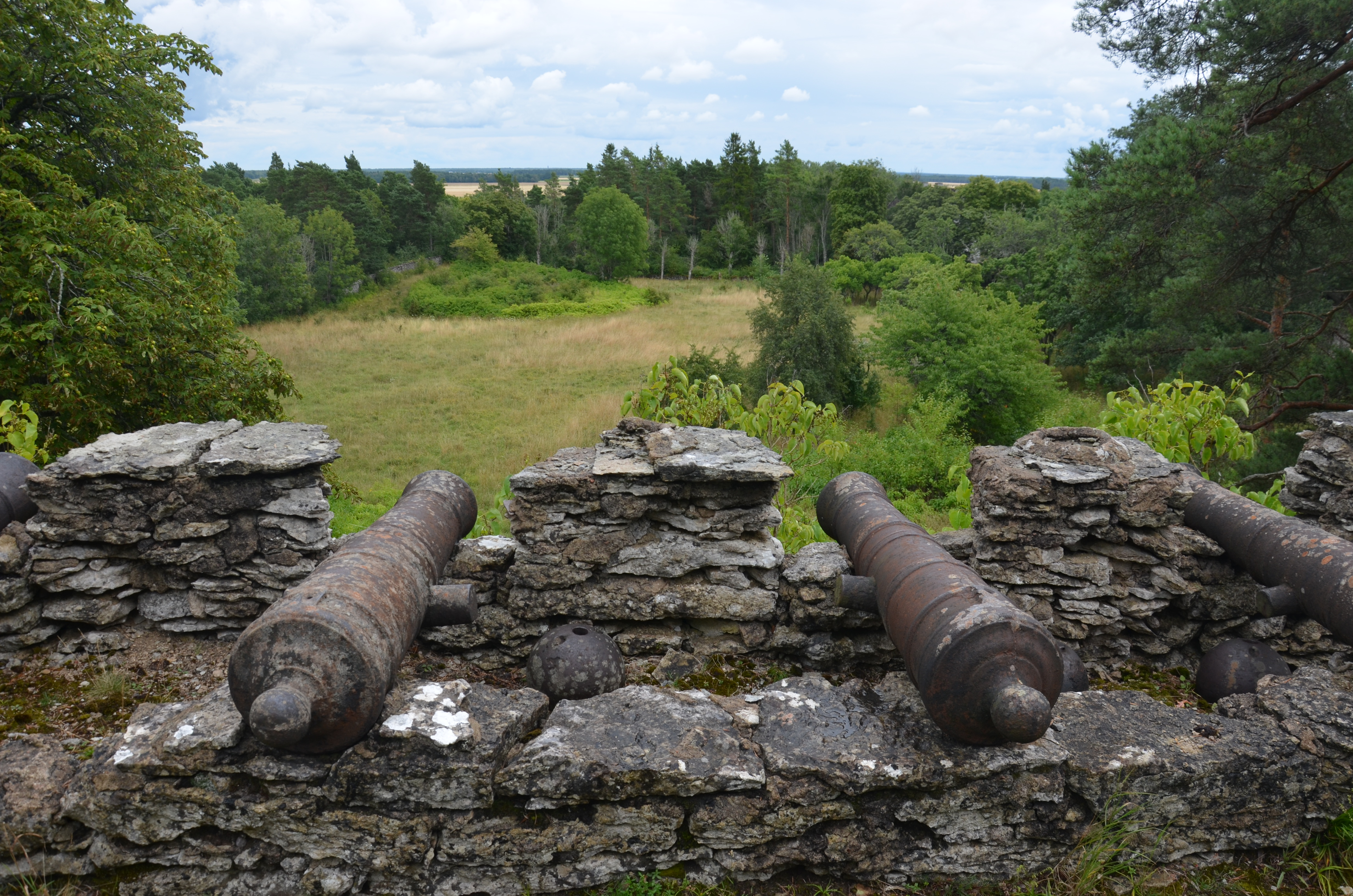
Jacobsbergs park

## Der Gestalter
Besitzer des Geländes und Namensgeber des Parks war Jacob Dubbe (1769–1844) auch Dobb genannt, ein Geldverleiher, Großhändler, Reeder und Kalkpatron. Er war für die Abwicklung der an Gotlands Küste gestrandeten Schiffe zuständig – eine sehr einträgliche Einkommensquelle. Seine Laufbahn begann er als Lagergehilfe. Durch Glück und Geschick wurde er einer der reichsten Männer Visbys. Im Jahre 1798 kaufte er das große Treppengiebelhaus (Lilliehornska Haus) in Visby. Ihm gehörte auch der Hof Katthamra bei Katthammarsvik auf Östergarn. In der Nähe baute er für seine Frau Anna das Sommerhaus Annas nöje (Annas Freude).

## Hof Rosendal

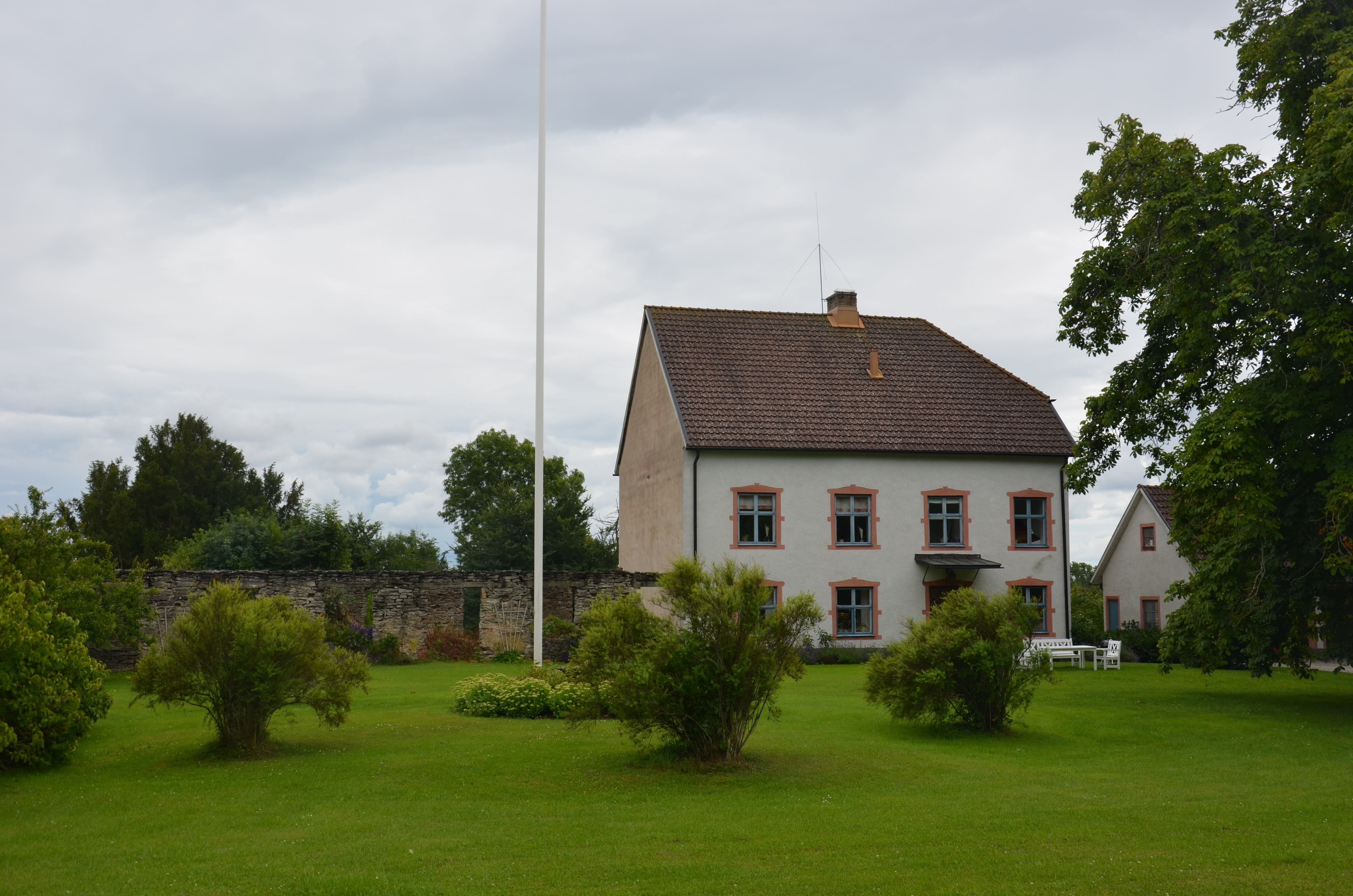
Hof Rosendal

Durch die Heirat mit der vermögenden Anna Torsman wurde er 1802 zum Besitzer des Hofs Rosendal mit einem schlossartigen Wohnhaus mit mehr als 30 Zimmern. Noch heute ist Rosendal ein großer Hof. Dubbes Haus fiel jedoch im Jahre 1902 einem Brand zum Opfer. Zu dem Anwesen gehörten ein Dreschwerk, eine Gärtnerei, Meierei, Orangerie und Pferdemühle, ein Sägewerk, eine Schmiede und Stallgebäude. Die Landwirtschaft erbrachte die reichsten Erträge in der Gegend. Auf dem Hof experimentierte man mit neuen Anbaumethoden und der Haltung exotischer Tiere.

## Der Park

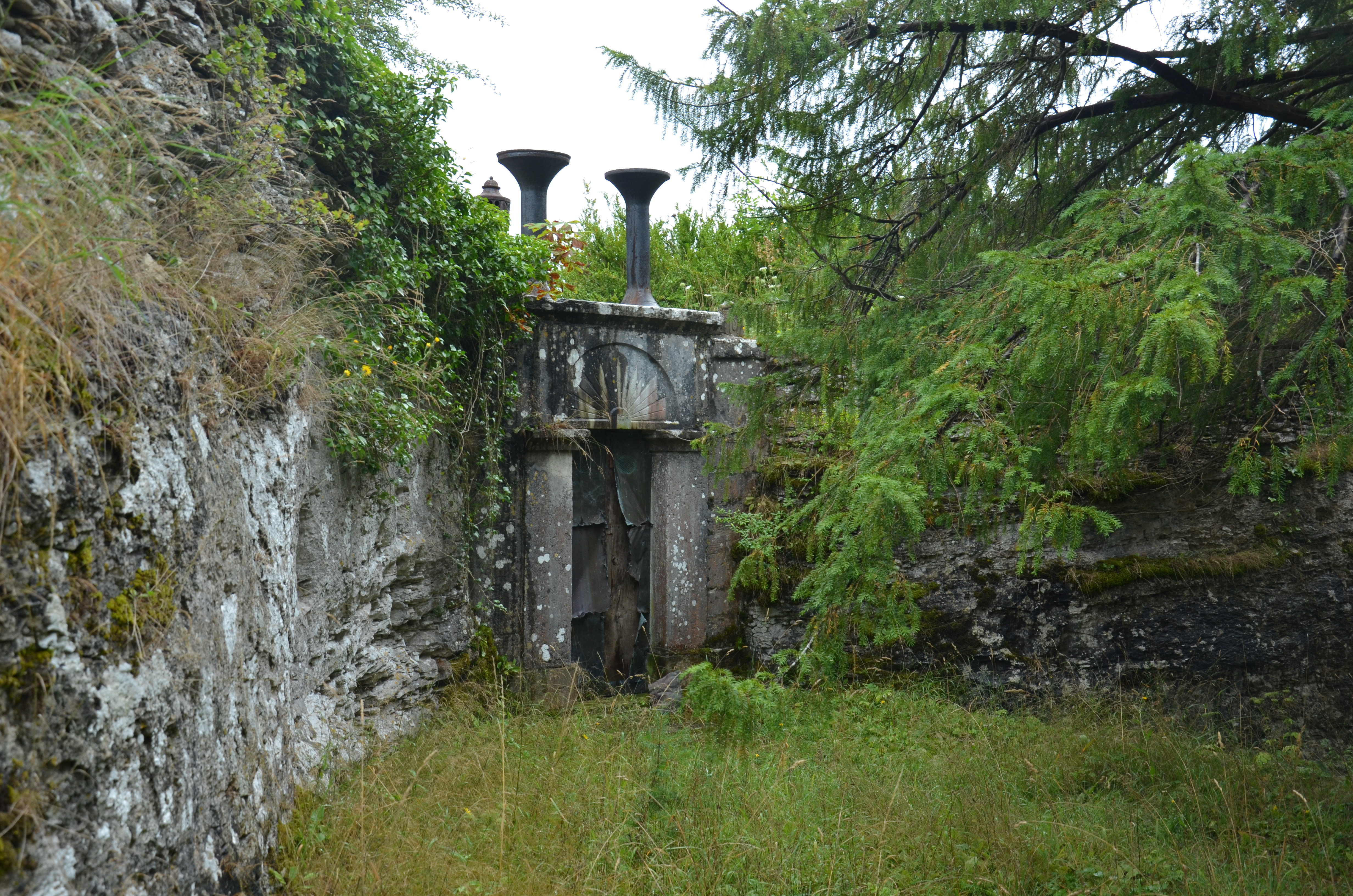
Mausoleum

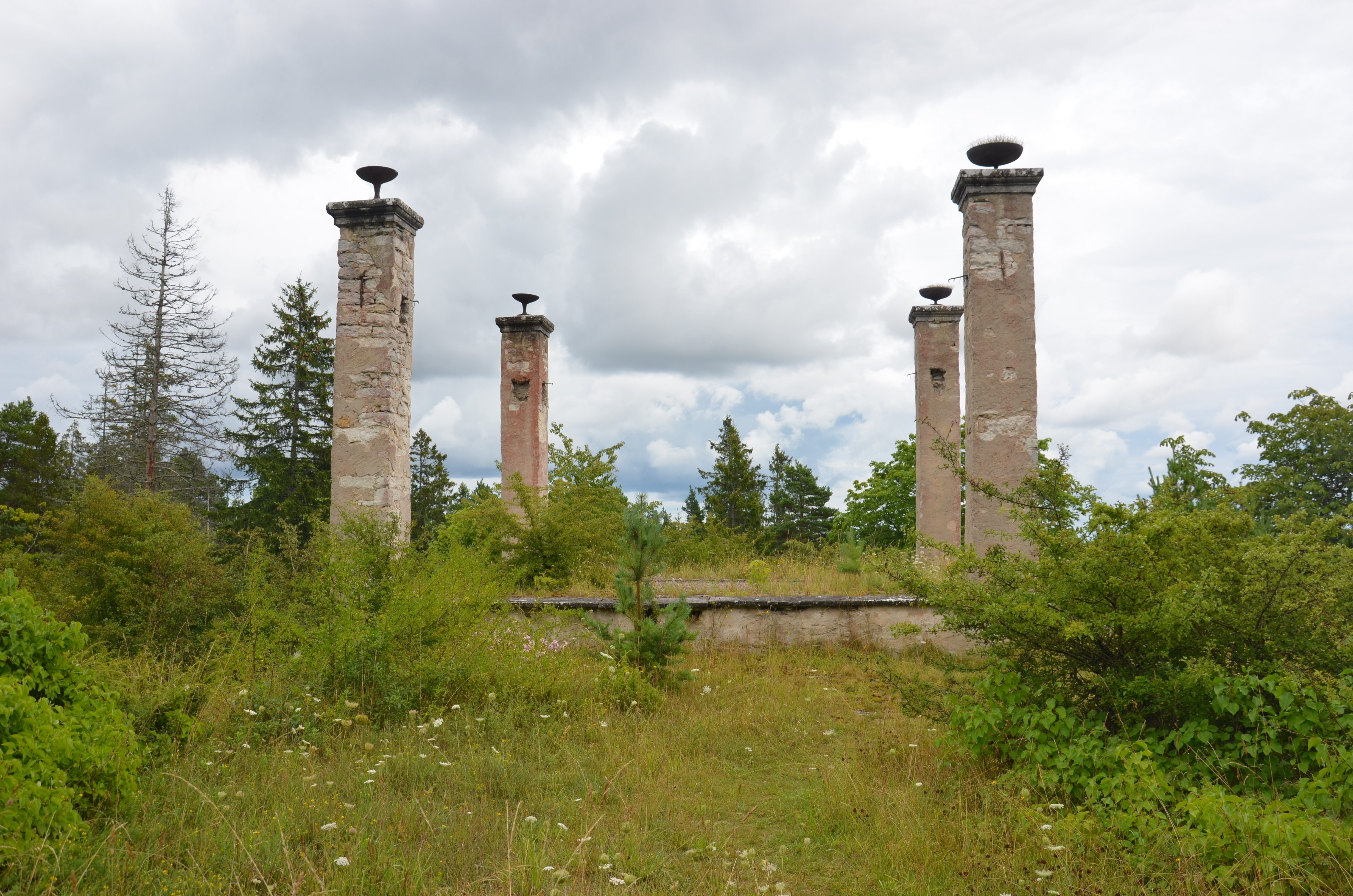
Ruine des Aussichtsturms

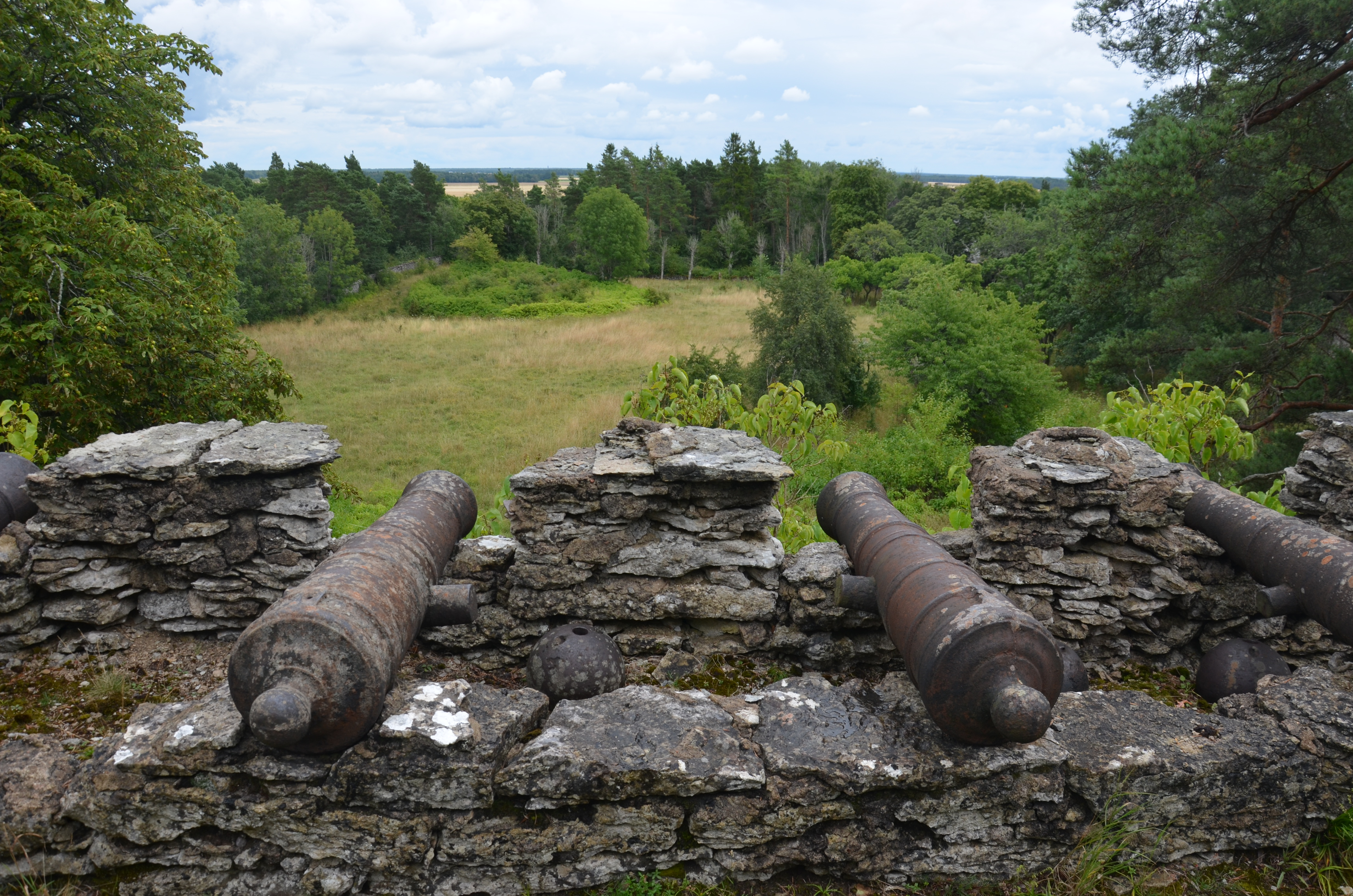
Kanonenbatterie mit Blick auf die ehemalige Parkanlage

Von Rosendal führt eine Pappelallee nach Jacobsberg. Der von einer Kalksteinmauer umgebene Park wurde in hügeliger Landschaft als Lustgarten angelegt. Im Norden befand sich ein Plateau mit einem ungewöhnlichen Aussichtsturm. In einem Gerüst aus Steinpfeilern war ein dreistöckiges Holzhaus errichtet. Die Stockwerke beherbergten kajütenartige Räume. Beim Aussichtsturm liegt eine Terrasse mit Kanonenbatterien. An der Rückseite wurde der Name Jacobsberg in den Felsen gemeißelt. Damit der Blick schweifen konnte, ließ Dubbe in Richtung Visby eine breite Schneise durch den Wald schlagen. Nachdem die drei kleinen Töchter der Familie kurz nacheinander verstarben, wurde ein Mausoleum eingerichtet. Zwischen zwei Hügeln ließ Dubbe eine Grabkammer aus feuerfestem Ziegelmauerwerk errichten. Das Portal mit den kupferbeschlagenen Türen besteht aus Marmor. Eine schwere Grabplatte aus dem 14. Jahrhundert, die zuvor in der Ruine der St.-Hans-Kirche in Visby lag, wurde als Dach aufgelegt. Darüber ließ er einen kleinen Hain pflanzen. Innen wurden die Särge der Kinder aufgebahrt. Außen erzeugt eine Bepflanzung aus Buchsbaum, Efeu, Eibe, Heckenkirschen, Rosen und Weinranken einen Paradiesgarten.
Im Garten befinden sich Lauben, Rabatten, gewundene Wege und Aussichtsplätze. In der Niederung vervollständigen ein Badehaus, Fischteiche, ein Pavillon, sowie eine Quelle das Ambiente. Überall trifft man auf von exotischen Bäumen umgebene Anpflanzungen. 
Nach dem Tode seiner Frau im Jahre 1837 verließ Jacob Dubbe die Insel. Er starb 1844 in Stockholm. Das Interesse seiner Erben für den Park war gering. So verfiel der Aussichtsturm und stürzte ein, wurde aber wieder aufgebaut. Vom späten 19. Jahrhundert bis in die 1950er Jahre war der nur sechs Kilometer von der Stadt entfernte Park ein beliebtes Ausflugsziel der Visbyer. Im Jahre 1958 brannte der Turm nieder. Seitdem ist die denkmalgeschützte Anlage für Besucher weitgehend unzugänglich.